# 日本独文学会
日本独文学会（にほんどくぶんがっかい、Japanische Gesellschaft für Germanistik、略称JGG）は、ドイツ語ドイツ文学の研究および普及に貢献することを目的とする日本の学会。広くドイツ語ドイツ文学に関心を有する者をもって組織されている。主な事業は、研究発表会・講演会の開催、各種の研究部会・委員会による共同の研究ならびに調査、機関誌「Neue Beiträge zur Germanistik（ドイツ文学）」の刊行である。
1947年、相良守峯を理事長として発足。2002年より代表を会長とした。

## 歴代理事長・会長
- 相良守峯　1947（東京大学文学部）
- 手塚富雄　1957（東京大学文学部）
- 国松孝二　1965（東京大学文学部）
- 佐藤晃一　1967（東京大学文学部）
- 登張正実　1969（東京大学文学部）
- 大山聡　1971（東京都立大学 (1949-2011)）
- 岩崎英二郎　1973（東京大学文学部）
- 浜川祥枝　1977（東京大学文学部）
- 岩崎英二郎　1979
- 早川東三　1983（学習院大学）
- 神品芳夫　1985（東京大学教養学部）
- 木村直司　1989（上智大学）
- 平尾浩三　1991-93 （東大、慶應義塾大学）
- 柴田翔　1993（東京大学文学部）
- 井上修一　1995（筑波大学）
- 恒川隆男　1997（明治大学）
- 保坂一夫　1999（東京大学教養学部）
- 高橋輝暁　2001（東京大学教養学部）

（会長）
- 池田信雄　2003（東京大学教養学部）
- 松浦純　2005（東京大学文学部）
- 平高史也　2007（慶應義塾大学）
- 前田良三　2009（立教大学）
- 室井禎之（よしゆき）2011（早稲田大学）
- 渡辺学　2013（学習院大学）
- 大宮勘一郎　2015（東京大学文学部）
- 清野智昭　2017（学習院大学）
- 宮田眞治　2019（東京大学文学部）[1][2]
- 井出万秀　2021（立教大学文学部）[3]